# Kirsten Brosbøl
Kirsten Brosbøl, née le 14 décembre 1977 à Odder (Danemark), est une femme politique danoise, membre des Sociaux-démocrates (SD). Elle est ministre de l'Environnement entre 2014 et 2015.

## Biographie
Kirsten Brosbøl suit des études en sciences sociales à l'université de Roskilde en sciences sociales à partir de 1997, et obtient une maîtrise en 2005. Durant cette période, elle obtient également un diplôme en études sur la paix et les conflits à l'université du Sussex. Pendant ses études, elle est consultante pour le groupe social-démocrate au Folketing de 2001 à 2004 puis, de 2004 à 2005, consultante pour la délégation sociale-démocrate au Parlement européen.
En 2004, elle est investie candidate sociale-démocrate aux élections législatives en battant David Trads, un ancien rédacteur en chef de Dagbladet Information. Elle est alors élue députée au Folketing lors des élections du 8 février 2005. Elle devient porte-parole de son groupe parlementaire sur les questions d'égalité et d'agriculture.
Elle est réélue pour un deuxième mandat lors des élections législatives de 2007, après lesquelles elle devient porte-parole de son groupe pour l'enseignement supérieur et la recherche,. Elle est réélue pour un troisième mandat lors des élections législatives de 2011.
Le 3 février 2014, elle devient ministre de l'Environnement dans le nouveau gouvernement de Helle Thorning-Schmidt, formé après le départ du Parti populaire socialiste de la coalition. En septembre, elle conclut avec deux fondations privées un accord pour le financement conjoint d'un fonds écologique de 875 millions de couronnes.
Elle remporte un quatrième mandat lors des élections législatives de 2015, à l'issue desquelles elle quitte son ministère, les sociaux-démocrates retournant dans l'opposition. En septembre 2016, elle annonce qu'elle ne sera pas candidate à sa réélection lors du prochain scrutin législatif et se retirera alors de la politique. Elle quitte donc le Folketing après les élections législatives de 2019.
En avril 2021, la ministre social-démocrate de l'environnement, Lea Wermelin, nomme Kirsten Brosbøl comme présidente du conseil d'administration du nouvellement créé Fonds national pour les forêts climatiques.